# Clinique Sainte-Barbe
La clinique Saint-Barbe, aussi appelé hôpital des mines, est un ancien hôpital de la Société des mines de Carmaux destiné aux mineurs Carmausins. Elle est située à Carmaux, dans le Tarn, en région Occitanie.

## Historique
Construite entre 1882 et 1891 selon les plans de l'architecte Valatx, elle est commandée par la Société des mines de Carmaux pour pouvoir accueillir les blessés et malades travaillant dans le mines de la compagnie. L'architecture du bâtiment prend pour modèle un château de style classique, ce qui peut être une illustration de la "tutélaire générosité" de la compagnie envers ses mineurs.
Pour permettre l'accueil des familles des mineurs, elle est rénovée et étendue de 1919 à 1922. L'extension est tout d'abord surmontée d'une construction vitrée, finalement remplacée par un nouvel étage en 1948. Cette même année, une chapelle est ajoutée. Neuf ans plus tard, en 1957, une conciergerie est ajoutée. En 1983, le bâtiment est désaffecté.
La clinique Sainte-Barbe est inscrite au titre de monument historique par arrêté du 6 septembre 1990, soit deux ans après son rachat par la commune de Carmaux (1988),. Depuis 1992, le bâtiment est utilisé comme centre culturel et appelé centre culturel Jean-Baptiste-Calvignac. Il a été inauguré en tant que tel par le président de la République François Mitterrand.